# Udo Zempel
Udo Zempel (* 27. März 1925 in Magdeburg; † 1. Februar 2012) war ein deutscher Politiker (SPD). Er war Landrat des Landkreises Wesermarsch und von 1974 bis 1990 Abgeordneter im Landtag von Niedersachsen.
Zempel besuchte das Gymnasium, das er mit dem Abitur abschloss. Von 1942 an war er im Kriegsdienst, aus dem er 1945 mit einer schweren Kriegsbeschädigung (80 Prozent) entlassen wurde. Danach absolvierte er ein Studium an der Pädagogischen Hochschule Oldenburg. Ab 1949 arbeitete er als Lehrer, ab 1955 als Realschullehrer. Er war Mitglied der SPD. Von 1960 bis zur Wahl in den Landtag 1974 war er Realschulrektor in Rodenkirchen. Zempel war Mitglied der Gewerkschaft Erziehung und Wissenschaft. Er war von 1960 bis 2011 Ratsherr der Gemeinde Stadland, ab 1968 bis 2001 Kreistagsabgeordneter. Von 1974 bis 1990 war Zempel für den Wahlkreis Wesermarsch Mitglied des Niedersächsischen Landtages; von 1982 bis 1990 war er Vorsitzender von dessen Ausschuss für Häfen und Schifffahrt. Seit 1986 war Zempel zudem Landrat des Landkreises Wesermarsch.